# 聖尼古拉斯區 (卡洛斯·費爾明·菲茨卡拉爾德省)
聖尼古拉斯區（西班牙語：Distrito de San Nicolás），是秘魯的一個區，位於該國北部安卡什大區的卡洛斯費爾明菲茨卡拉爾省，始建於1983年6月6日，面積197.39平方公里，海拔高度2,875米，2005年人口3,762，人口密度為每平方公里19人。